# Hong Kong Open
A Hong Kong Open (szponzorált neve: Prudential Hong kong Tennis Open) évente megrendezett női tenisztorna Hongkongban. A verseny International kategóriájú, összdíjazása 250 000 dollár. Az egyéni főtáblán harminckét játékos szerepel. A mérkőzésekre szabad téren kemény borítású pályákon kerül sor.

## Története
Hongkongban már korábban is rendeztek tenisztornát, amely Salem Open néven volt ismert. Férfi tornák a Grand Prix Tour keretében 1973–1987 között; az ATP Tour keretében 1990–2002 között zajlottak. Női tornát 1980–1982 között, valamint még egy alkalommal, 1993-ban rendeztek. Ez utóbbi a WTA Tour keretében Tier IV kategóriájú volt.
2014-től International kategóriájúként került fel új tornaként a WTA versenynaptárába, majd 2019-től néhány év szünet következett, és 2023-tól WTA250 kategóriájú lett. A torna első győztese a német Sabine Lisicki volt.

## Döntők

### Egyéni
| Év        | Győztes                     | Ellenfél a döntőben | Eredmény a döntőben |
| --------- | --------------------------- | ------------------- | ------------------- |
| 2024      | Gyiana Snajgyer             | Katie Boulter       | 6–1, 6–2            |
| 2023      | Leylah Fernandez            | Kateřina Siniaková  | 3–6, 6–4, 6–4       |
| 2019–2022 | elmaradt                    | elmaradt            | elmaradt            |
| 2018      | Dajana Jasztremszka         | Vang Csiang         | 6-2, 6-1            |
| 2017      | Anasztaszija Pavljucsenkova | Daria Gavrilova     | 5-7, 6-3, 7-6(3)    |
| 2016      | Caroline Wozniacki          | Kristina Mladenovic | 6–1, 6–7(4), 6–2    |
| 2015      | Jelena Janković             | Angelique Kerber    | 3–6, 7–6(4), 6–1    |
| 2014      | Sabine Lisicki              | Karolína Plíšková   | 7–5, 6–3            |

### Páros
| Év        | Győztesek                           | Ellenfelek a döntőben                        | Eredmény a döntőben |
| --------- | ----------------------------------- | -------------------------------------------- | ------------------- |
| 2024      | Ulrikke Eikeri Ninomija Makoto      | Aojama Súko Hozumi Eri                       | 6–4, 4–6, [11–9]    |
| 2023      | Tang Csien-huj Tsao Chia-yi         | Okszana Kalasnikova Aljakszandra Szasznovics | 7–5, 1–6, [11–9]    |
| 2019–2022 | elmaradt                            | elmaradt                                     | elmaradt            |
| 2018      | Samantha Stosur Csang Suaj          | Aojama Súko Lidzija Marozava                 | 6–4, 6–4            |
| 2017      | Csan Hao-csing Csan Jung-zsan       | Lu Csia-csing Vang Csiang                    | 6–1, 6–1            |
| 2016      | Csan Hao-csing Csan Jung-zsan       | Naomi Broady Heather Watson                  | 6–3, 6–1            |
| 2015      | Alizé Cornet Jaroszlava Svedova     | Lara Arruabarrena Vecino Andreja Klepač      | 7–5, 6–4            |
| 2014      | Karolína Plíšková Kristýna Plíšková | Patricia Mayr-Achleitner Arina Rodionova     | 6–2, 2–6, [12–10]   |